# Уилсон (округ, Техас)
Округ Уилсон (англ. Wilson) — округ штата Техас Соединённых Штатов Америки. На 2000 год в нем проживало 32 408 человек. По оценке бюро переписи населения США в 2009 году население округа составляло 40 749 человек. Окружным центром является город Флоресвилл.

## История
Округ Уилсон был сформирован в 1860 году. Он был назван в честь Джеймса Чарльза Уилсона, сенатора Техаса.

## География
По данным бюро переписи населения США площадь округа Уилсон составляет 2094 км², из которых 2090 км² — суша, а 4 км² — водная поверхность (0,20 %).

### Основные шоссе
- Шоссе 87
- Шоссе 181
- Автострада 97

### Соседние округа
- Гуадалупе  (север)
- Гонзалес  (северо-восток)
- Карнс  (юго-восток)
- Атаскоса  (юго-запад)
- Бэр  (северо-запад)